# Sandro Barbosa
Sandro Barbosa Carneiro da Cunha, mais conhecido como Sandro Barbosa (Recife, 17 de Fevereiro de 1973), é um ex-futebolista brasileiro que atuava como zagueiro.

## Carreira

### Como Jogador
Revelado nas categorias de base do Sport Recife, subiu para o elenco profissional ainda com 19 anos de idade, em 1992. Conquistou o Campeonato Pernambucano duas vezes (1994 e 1996) e a Copa do Nordeste de 1994 durante suas três temporadas na equipe rubro-negra. Com o destaque obtido, foi vendido ao Santos.
Após a passagem pelo clube santista foi emprestado ao Botafogo. Ainda em 1999 foi comprado pelo clube. Logo no dia 12 de maio, deu ao Alvinegro o empate que levou o time à disputa de pênaltis das quartas de final da Copa do Brasil daquele ano.
No Alvinegro Carioca foi ídolo da torcida, onde jogou por cinco anos. Muito identificado com o clube e a torcida, participou da infeliz campanha que rebaixou o clube para a Série B do Campeonato Brasileiro em 2002. No jogo contra o São Paulo, que definiu o descenso, foi expulso e chegou a quebrar a porta do vestiário por irritação. No ano seguinte, liderou o clube a volta à elite, sendo vice-campeão do campeonato. Anos antes, em 1999, também foi vice-campeão da Copa do Brasil, perdendo para o Juventude. Até hoje a torcida lembra de sua brilhante passagem pelo clube que, com segurança da defesa e muita raça, evitou por três anos seguidos a queda para a segunda divisão, até o fracasso de 2002.
Foi vendido para o Belenenses e depois para Naval, ambos de Portugal, onde não se adaptou e retornou para o Sport em 2005.
Jogou no ano de 2006 pelo Guarani, depois se transferiu para o Vitória, para a disputa da Terceira Divisão, em 2008 assinou com o Santa Cruz onde se aposentou em 2010.

### Como Técnico
Sandro Barbosa chegou ao Santa Cruz no fim de 2010 com a missão de ser diretor de futebol, mas logo desistiu da ideia e passou a ser auxiliar-técnico de Zé Teodoro. Ao lado do Zé, Sandro foi bicampeão pernambucano em 2011 e 2012 e conquistou o acesso à Série C de 2012. Ao todo, Sandro Barbosa foi auxiliar de Zé Teodoro em 91 jogos, acumulando 48 vitórias, 19 empates e 24 derrotas, com um aproveitamento de 59,7%. Sandro deixou o Santa Cruz logo após a saída de Zé Teodoro, ao término da Série C de 2012. Ele alegou que saiu por problemas com a diretoria do Santa Cruz.
Depois de quase um semestre volta ao Santa Cruz, mas agora como treinador após a saída do então técnico Marcelo Martelotte, mesmo tendo problemas com a diretoria ele disse ter voltado por amor ao clube.

## Estatísticas
Atualizado dia 18 de agosto de 2013
| Clube      | Jogos | Vitórias | Empates | Derrotas |
| ---------- | ----- | -------- | ------- | -------- |
| Santa Cruz | 11    | 5        | 2       | 4        |

## Títulos

### Como Jogador
Sport
- Campeonato Pernambucano: 1994[11] e 1996
- Copa do Nordeste: 1994

Botafogo
- Copa Internacional de Futebol Legends: 2019

Vitória
- Campeonato Baiano: 2008

Santa Cruz
- Copa Pernambuco: 2008

Santos
- Torneio Rio-São Paulo: 1997[12]
- Copa Conmebol: 1998

### Campanhas de destaque
Botafogo
- Vice-campeão da Copa do Brasil: 1999
- Vice-campeão Torneio Rio-São Paulo: 2001
- Vice-campeão Brasileiro Série B: 2003

### Como Treinador
Santa Cruz
- Campeão Pernambucano - 2011 (Como Assistente)
- Campeão Pernambucano - 2012 (Como Assistente)